# Guillaume XII d'Auvergne
 (mai 2025).
Si vous disposez d'ouvrages ou d'articles de référence ou si vous connaissez des sites web de qualité traitant du thème abordé ici, merci de compléter l'article en donnant les références utiles à sa vérifiabilité et en les liant à la section « Notes et références ».
Guillaume XII d'Auvergne (vers 1300 - 6 août 1332), comte d'Auvergne et de Boulogne (1325-1332), est un noble français du début du XIVe siècle.

## Biographie
Guillaume XII d'Auvergne est comte d'Auvergne et de Boulogne  de 1325 à 1332, succédant dans les deux fiefs à son père Robert VII d'Auvergne (v. 1282-1325), et à Blanche de Bourbon († 1304), dite Blanche de Clermont. 
En 1325, il épousa Marguerite d'Évreux (1307-1350), fille de Louis d'Évreux (1276-1319) et de Marguerite d'Artois (v. 1285-1311), dame de Brie-Comte-Robert. En 1328, son beau-frère Philippe d'Évreux fut couronné roi de Navarre.
On ne connaît de cette union qu'un seul enfant :
- Jeanne Ire d'Auvergne (1326-1360) dite Jeanne de Boulogne,
  1. De son propre chef : comtesse d'Auvergne (1332-1360) et comtesse de Boulogne (1332-1360)
  2. Par son second mariage : reine de France (1350-1360)